# Ernst Fuchs-Schönbach

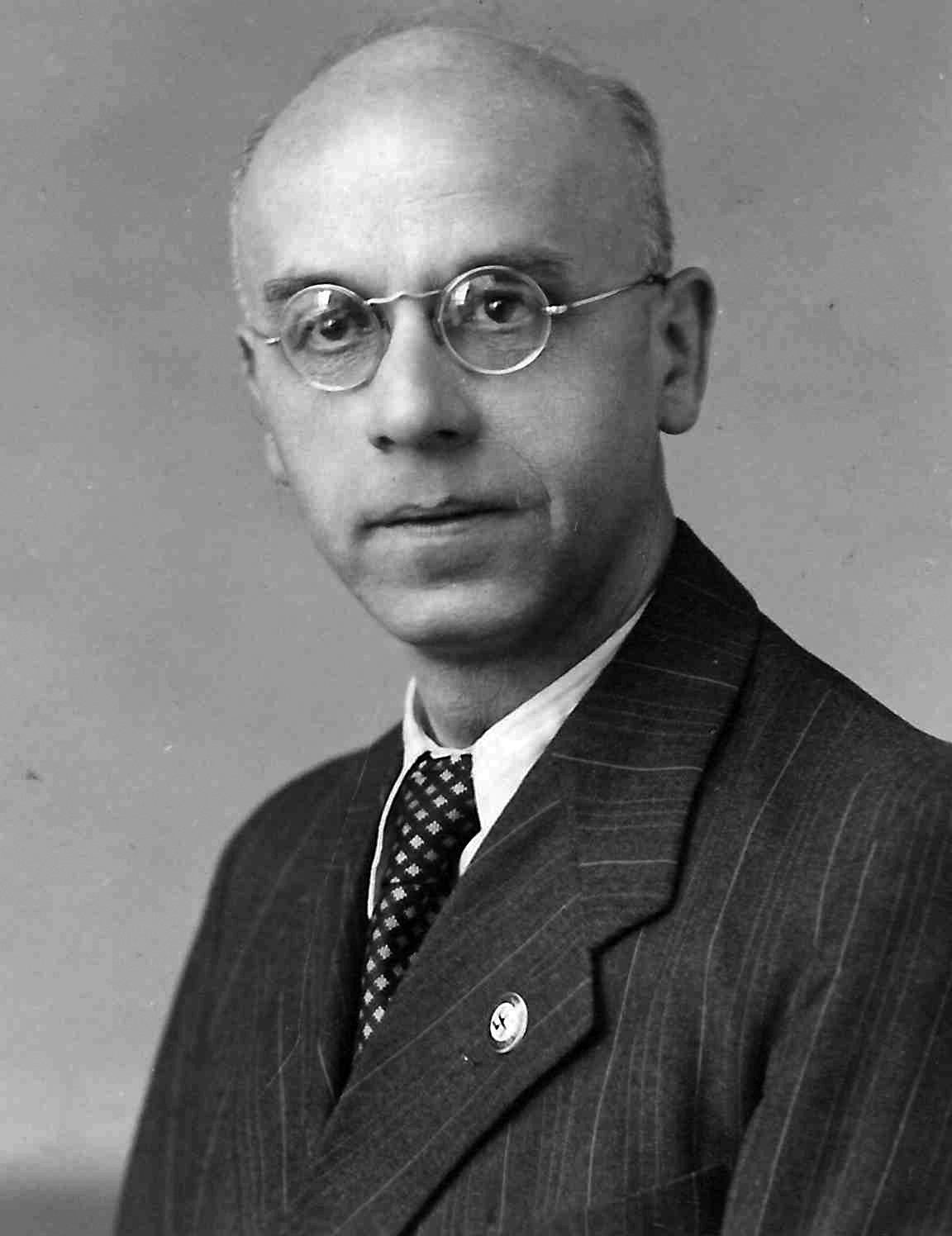
Ernst Fuchs-Schönbach (ca. 1940)

Ernst Fuchs-Schönbach (* 18. März 1894 in Schönbach, Gemeinde Drachselsried, Niederbayern; † 9. September 1975 in Viechtach; eigentlich Ernst Fuchs) war ein deutscher Kirchenmusiker und Komponist.

## Leben
Ernst Fuchs-Schönbach wurde als siebtes Kind der Familie Anton und Josefa Fuchs geboren. Er besuchte die Volksschule in Oberried und die Oberschule in Passau. Er studierte zwei Semester an der Kirchenmusikschule in Regensburg und sechs Semester an der Akademie der Tonkunst in München. 1918 wurde er Chorregent in Viechtach. 1921 heiratete er Käthe Oppermann (* 27. Januar 1893). Mit ihr hatte er drei Kinder: Roswitha (* 1923), Inge (* 1926) und Ernst (* 1928). Zum 1. Mai 1935 trat er der NSDAP bei (Mitgliedsnummer 3.654.414). Im Jahre 1946 starb Ernst Fuchs-Schönbachs Sohn durch plötzliches Herzversagen.
Während des Zweiten Weltkriegs war Fuchs-Schönbach als stellvertretender Musiklehrer an der Oberschule in Cham tätig. Von 1962 bis 1968 erteilte er Klavier- und Musikunterricht an der Staatlichen Realschule in Viechtach. In Viechtach gründete er eine Singschule.

### Ernst Fuchs und sein Geburtsort Schönbach
Ernst Fuchs-Schönbach wählte als Künstlernamen einen Doppelnamen. An seinen eigentlichen Namen hängte er als Ausdruck seiner Heimatverbundenheit den Namen seines Geburtsorts. Folgende Aussage seiner Tochter Roswitha unterstreicht die außergewöhnliche Heimatverbundenheit in der Familie Fuchs:

„Vater war sehr heimatverbunden, genauso wie seine Mutter es war. Sie hing sehr an ihrem jüngsten Sohn und so brachte sie es fertig, ihm einen Flügel (Firma Seiler) zu schenken, jedoch nur unter der Bedingung: er solle, solange sie lebe, immer in ihrer Nähe bleiben, was dann auch geschah.“

## Werk
Einige Orgelwerke Fuchs-Schönbachs wurden vom Bayerischen Rundfunk aufgenommen und im Rundfunk gesendet. Der Domorganist von Passau gab einen Orgelkonzertabend, nur mit Fuchs-Schönbachs Werken, die übertragen wurden. Ein Auszug aus seinem Werkverzeichnis:
Herr, dein Wille geschehe op. 1
- Coppenrath Verlag Regensburg, 1916
- Gedicht von Fr. W. Weber
- für hohe Singstimme, vierstimmig gemischten Chor und Orgel

 Ernste Gesänge op. 2
- für eine mittlere Singstimme und Klavier

1. Der Tod, das ist die kühle Nacht [c-Moll] (Heinrich Heine)
2. Totenfrühling [h-Moll] (Martin Greif)
3. Frühlingsruhe [D-Dur] (Ludwig Uhland)
4. Wandrers Nachtlied [Ges-Dur] (J. W. v. Goethe)
5. Der Tod [cis-Moll] (M. Claudius)

Fünf Lieder op. 3
- für eine mittlere Singstimme und Klavier

1. Zwei Falter [E-Dur] (Martin Greif)
2. Schließe mir die Augen beide [Ges-Dur] (Theodor Storm)
3. Eintönige Weise [g-Moll] (Ina Seidel)
4. Als ich dich kaum gesehn [A-Dur] (Theodor Storm)
5. Einen Brief soll ich schreiben (Theodor Storm)

Fünf Männerchöre nach Gedichten von Ludwig Thoma op. 5
- für vierstimmigen Männerchor

1. Im Manöver [G-Dur]
2. Die schweren Reiter [C-Dur]
3. Auf Posten [F-Dur]
4. Im Quartier [G-Dur]
5. Reservemann [D-Dur]
6. (Tiroler Adler (Therese Dalm))

Suite d-Moll op. 4 Nr. 1
- für Solo-Violoncello

1. Allemande [d-Moll]
2. Gavotte [G-Dur]
3. Sarabande [d-Moll]
4. Menuett [A-Dur]
5. Gigue [d-Moll]

Sonate e-Moll op. 4 Nr. 2
- für Solo-Violoncello

1. Allegro risoluto [e-Moll]
2. Andante espressivo [d-Moll]
3. Allegro [C-Dur]

2 Ave Maria für 2 gleiche Chöre und Orgel op. 7
- für zwei einstimmige Chöre und Orgel

1. Ave Maria [F-Dur]
2. Ave Maria [A-Dur]

Symphonischer Prolog op. 8
- Herr Professor Josef Renner dankbar gewidmet; Motto: Et iterum venurus es cum gloria judicare vivos et mortuos, cuius regni non erit finis.
- für Orgel

Hausandachten op. 10
- Fünf Stücke für Violine und Klavier oder Orgel
- für Violine und Klavier oder Orgel

1. Sursum corda [a-Moll]
2. Pietá [d-Moll]
3. In memoriam [H-Dur]
4. Mater dolorosa [e-Moll]
5. Ave Maria [F-Dur]

Vier Männerchöre op. 12
- für vierstimmigen Männerchor

1. Rosen am Helm [G-Dur] (Ernst Birkfeld)
2. Morgengruß [A-Dur] (F. W. Weher)
3. Daheim [Es-Dur] (Schönaich-Carolath)
4. Kein Frühlich [h-Moll] (Ina Seidel)

Christus, unser König op. 14
- Zwei Motetten für gemischten Chor und Orgel
- für vierstimmig gemischten Chor und Orgel

1. Jesus, König der Welt [Es-Dur] (Sr. Theresina Sor. D. S.)
2. Christus, König der Herzen! [A-Dur] (Majola Stemmer)

Fünf Lieder nach Gedichten von Ina Seidel op. 15
- für Sopran und Klavier

1. Ruhe in Dir [H-Dur]
2. Sommerglück [E-Dur]
3. Geheimnis der Liebe [B-Dur]
4. Ehe [E-Dur]
5. März [g-Moll]

Messe in D op. 16 
- zu Ehren des heiligen Bruders Konrad von Parzham
- für dreistimmigen Männerchor a cappella

1. Kyrie [D-Dur]
2. Gloria [G-Dur]
3. Credo [G-Dur]
4. Sanctus [G-Dur]
5. Benedictus [G-Dur]
6. Agnus Dei [D-Dur]

Messe in G op. 18
- für vierstimmig gemischten Chor a cappella

1. Kyrie [G-Dur]
2. Gloria [C-Dur]
3. Credo [a-Moll]
4. Sanctus [D-Dur]
5. Benedictus [G-Dur]
6. Agnus Dei [g-Moll]

Missa brevis a-Moll op. 20
- für dreistimmigen gemischten Chor

1. Kyrie [a-Moll]
2. Gloria [G-Dur]
3. Credo [D-Dur]
4. Sanctus [C-Dur]
5. Benedictus [F-Dur]
6. Agnus Dei [a-Moll]

Toccata, Passacaglia und Fuge op. 22
- Herrn Professor Gustav Schoedel gewidmet
- für Orgel

Drei hymnische Gesänge op. 25
- für mittlere Singstimme und Orgel

1. Ein Dom [E-Dur] (Siegfried Schramm)
2. Hymne [F-Dur] (Ilse Franke)
3. Gott [C-Dur] (Johanna Wolff)

Seligkeit in Jesu op. 26
- Fünf a cappella Gesänge zur Kommunionfeier
- für vierstimmig gemischten Chor

1. Ich suche Dich [B-Dur]
2. Seligkeit in Jesu [Es-Dur] (Novalis)
3. Jesu, meine Lebenssonne [F-Dur] (J. Frank)
4. Meine schönste Zier [B-Dur] (Johannes Eccard)
5. Dich an meine Lippen drücken [C-Dur] (St. Bernhard)

Marienlob op. 28
- Drei Marienlieder
- für vierstimmig gemischten Chor a cappella

1. O lasst uns singen im Maien [D-Dur] (Gaudentius Koch)
2. Wir wolln ein Lied anheben [G-Dur]
3. Marienlob [As-Dur]

Sonate op. 29
- für Oboe und Klavier

1. Allegro ma non troppo [F-Dur]
2. Adagio [d-Moll]
3. Scherzo: Allegro assai [C-Dur]
4. Thema con Variationi: Allegretto grazioso [F-Dur]

Gesänge der Liebe op. 30
- Drei Marienlieder
- für eine Singstimme und Klavier

1. Sommerlied [Es-Dur] (Karl Seibold)
2. Zuversicht [As-Dur] (O. J. Bierbaum)
3. O, dass ich dich fand [F-Dur] (Ina Seidel)
4. Du bist alles [G-Dur] (Cäsar Flaischlen)
5. Lebensweg [Es-Dur] (Börries Freiherr von Münchhausen)
6. Erfüllung [F-Dur] (Ina Seidel)
7. Glückes genug
8. Winterlied [e-Moll] (Karl Seibold)
9. Deingedenken [Es-Dur] (Will Vesper)[Des-Dur] (Detlev von Liliencron)
10. Liebe mich, denn es steht geschrieben [Des-Dur] (J. W. v. Goethe)

Acht Lieder nach Gedichten von Agnes Miegel op. 33
- für eine mittlere Singstimme und Klavier

1. Meine Heimat (4. August 1943)
2. Buße [d-Moll] (11. April 1944)
3. Weit in der Fremde [g-Moll] (18. April 1944)
4. Heimliche Wunde [h-Moll] (25. April 1944)
5. Im TraumI [F-Dur] (1. Mai 1944)
Im Traum II [Des-Dur] (3. Mai 1944)
6. Und wie an dich sich meine Seele schmiegt [g-Moll] (3. Juni 1944)
7. Schlaflose Nacht [F-Dur] (3. Juli 1944)
8. Deine Hände [g-Moll] (7. Juli 1944)

Lieder der Sehnsucht op. 34
- für eine Singstimme und Klavier

1. Du [f-Moll] (Ricarda Huch)
2. Sehnsucht [f-Moll] (Ricarda Huch)
3. Der Geliebten [g-Moll] (Gerhard Schumann)
4. In Sehnsucht [a-Moll] (Ina Seidel)
5. Nähe des Geliebten [Es-Dur] (J. W. v. Goethe)
6. Leise Lieder [B-Dur] (Chr. Morgenstern)
7. Sinkt der Abend [c-Moll] (Ina Seidel)
8. Trennung [c-Moll] (Ina Seidel)
9. Tausend Straßen [C-Dur] (Karl Seibold)

Sonate G-Dur op. 35
- für Violine und Klavier

1. Allegro moderato [G-Dur]
2. Andante [c-Moll]
3. Allegretto [C-Dur]
4. Andante grazioso [G-Dur]

„Cantate Gott, deine Liebe ist so groß“ [F-Dur] op. 36 Nr. 1 
- für Sopransolo, Frauenchor, Violine und Orgel

Hilf Maria [g-Moll] op. 36 Nr. 2
- Konzertsängerin Frau Lucia Rabenbauer gewidmet
- für eine hohe Singstimme und Orgel

Fantasie und Fuge [c-Moll] op. 37
- Herrn Domorganist Walther R. Schuster gewidmet
- für Orgel

Weihnachten op. 38
- für eine mittlere Singstimme und Klavier

1. Maria [As-Dur] (Novalis) {7. September 1943, 12. September 1943}
2. Waldweihnacht [C-Dur] (Heinrich Anacker) {1943}
3. Bald nun ist Weihnachtszeit [F-Dur] (Karola Wilke) {1944}
4. Heut ist ein Sternlein vom Himmel gefallen [F-Dur] (Gottfried Wolters) {1944}
5. Die heilige Nacht [Des-Dur] (Julius Sturm) {1944}
6. Wir zünden an den Lichterkranz [C-Dur] (Herbert Napiersky) {1944}
7. Vom Himmel hoch [G-Dur] {1945}
8. Engelständchen [G-Dur] (Franz Zenck) {1944}
9. Marien Kind [a-Moll] (Lulu von Strauß und Torney) {1944}
10. Wiegenlied in der Weihnacht [F-Dur] {1943}
11. Weihnachtschor [G-Dur] (Max Mell)
12. Zum neuen Jahr [Es-Dur] (Ed. Mörike)

Gesänge des Lebens op. 41
- nach Gedichten von Hans Bahrs
- für Bariton und Klavier

1. Abschiedswort [H-Dur]
2. Spruch [e-Moll]
3. Frau [A-Dur]
4. Sonntagslied [E-Dur]
5. Beherzigung [a-Moll]

Schlichte Weisen op. 42
- für eine mittlere Singstimme und Klavier

1. Tagebuchblatt [C-Dur] (Emanuel Geibel)
2. Heilige Stunde [E-Dur] (Ilse Franke)
3. Andenken [As-Dur] (J. v. Eichendorff)
4. Ein Kuß von rotem Munde [Es-Dur] (Walther von der Vogelweide)
5. Liebesgruß aus der Ferne [g-Moll] (Dichter unbekannt)
6. So ich traurig bin [d-Moll] (Stefan George)
7. Ich weiß den Weg zu dir [d-Moll] (Gerhard Kuckhoff)
8. Das Wunder [G-Dur] (Fritz Fink)

Zwei geistliche Gesänge op. 43
- für mittlere Singstimme und Klavier (Orgel)

1. Gebet [C-Dur] (Emanuel Geibel)
2. Ave Maria [Es-Dur]

Zur guten Nacht op. 44
- für mittlere Singstimme und Klavier

1. Wiegenlied im Mai [G-Dur] (Karl Seibold)
2. Wiegenlied [C-Dur] (Maria v. Hilger)
3. Schlummerlied [Des-Dur] (Adolf Holst)
4. Abendgebet [E-Dur] (Martin Greif)
5. Nun die Schatten dunkeln [f-Moll] (Emanuel Geibel)
6. An die Nacht [E-Dur] (E. Rudloff)
7. Du schläfst [As-Dur] (Theodor Storm)
8. Hörst du [F-Dur] (Theodor Storm)
9. Der Einsiedler [d-Moll] (Eichendorff)
10. Gute Nacht [F-Dur] (Cäsar Flaischlen)

Horche, horche in das Dunkel op. 46
- Zehn Lieder nach Gedichten von Hermann Claudius
- für eine mittlere Singstimme und Klavier

1. Feldgang [F-Dur]
2. Die Amsel [F-Dur]
3. Alles Leben [c-Moll]
4. Manchmal [c-Moll]
5. Wenn das Dunkel kommt [As-Dur]
6. Frühlingsfrühe [G-Dur]
7. Maiandacht [C-Dur]
8. Miserere [C-Dur]
9. Melodie [Es-Dur]
10. Lass, lieber Gott [F-Dur]

Zwei Motetten op. 47
- für gemischten Chor, Orgel und Bläser

1. Lobet den Herrn [B-Dur]
2. Ecce sacerdos magnus [C-Dur]

Missa „Ave Maria“ Es-Dur op. 48
- für Soli, gemischter Chor und Orgel

1. Kyrie [Es-Dur]
2. Gloria [B-Dur]
3. Credo [B-Dur]
4. Sanctus [Es-Dur]
5. Benedictus [As-Dur]
6. Agnus Dei [Ges-Dur]

5 Pange lingua nach weihnachtlichen Motiven op. 49
- für 3- und 4-stimmig gemischten Chor; Nr. 1 und 5 auch mit Streichquartett oder Orgel

1. Pange lingua [F-Dur]
2. Pange lingua [G-Dur]
3. Pange lingua [F-Dur]
4. Pange lingua [D-Dur]
5. Pange lingua [G-Dur]

Der Heiland ist geboren – Orgelpartita für Weihnachten op. 50
- für Orgel

1. Vorspiel [E-Dur]
2. O Heiland, reiß die Himmel auf [e-Moll]
3. Der Heiland ist geboren [G-Dur]
4. Vom Himmel hoch, o Englein kommt [Es-Dur]
5. Kommet ihr Hirten [G-Dur]
6. Lasst uns das Kindlein wiegen [G-Dur]
7. Gloria in excelsis Deo [C-Dur]

O Crux, ave – Passionsgesänge op. 52
- für gemischten Chor

1. Adoramus te [a-Moll]
2. Popule meus [e-Moll]
3. Tenebrae [h-Moll]
4. Vexilla regis [G-Dur]
5. O Crux ave [a-Moll]
6. O bone Jesu [g-Moll]
7. Christus factus est [G-Dur]
8. Ecce quomodo [e-Moll]
9. Crucem tuam [C-Dur]
10. In monte Oliveti [a-Moll]

Requiem mit Libera op. 53
- Dem Gedächtnis meines lieben Sohnes gewidmet
- für gemischten Chor und Orgel

1. Requiem und Kyrie [d-Moll]
2. Graduale [d-Moll]
3. Sequenz [d-Moll]
4. Offertorium [g-Moll]
5. Sanctus [C-Dur]
6. Benedictus [F-Dur]
7. Agnus Dei [d-Moll]
8. Communio [F-Dur]
9. Libera [d-Moll]

Lobe den Herren – Maria zu lieben – Choralpartita op. 54
- für Orgel

1. Lobe den Herren
2. Maria zu lieben

Hymnen an Maria op. 55
- für Sopran- und Alt-Solo und Streichquartett oder Orgel

1. Herzliches Bild, Mariä klar [F-Dur] (Leissentritts Gesangsbuch 1584)
2. Ach, neige [g-Moll] (J. W. v. Goethe)
3. Die Engel singen ein süßen Sang [C-Dur] (Andernacher Gesangbuch 1608)
4. O Jungfrau schön [G-Dur] (Petrarka)

Kantate „Gottes Pfad ist uns geweitet“ op. 56
für Baritonsolo, 1- bis 3-stimmiger Frauenchor und Klavier
Holder Morgen op. 58
- Eine Liederfolge für eine Singstimme und Klavier nach Gedichten von Richard Billinger
- für hohe Singstimme und Klavier

1. Erzengels Morgenruf [C-Dur]
2. Schwur [e-Moll]
3. Der Morgen [h-Moll]
4. Morgengang [cis-Moll]
5. Morgenlied [G-Dur]
6. Lerche [A-Dur]
7. Holder Morgen [A-Dur]

Sieben Lieder op. 59
- nach Gedichten von Rainer Maria Rilke
- für eine mittlere Singstimme (Mezzosopran) und Klavier

1. Liebeslied
2. Und wie mag die Liebe dir kommen sein [D-Dur]
3. Das war der Tag
4. Die Rose hier [h-Moll]
5. Ich bin zu Hause zwischen Tag und Traum
6. Vor lauter Lauschen und Staunen sei still [F-Dur]
7. Träume, die in deinen Tiefen wallen [a-Moll]

Das neue Proprium für das Fest Maria Himmelfahrt [D-Dur] op. 60
- für gemischten Chor und Orgel

1. Introitus [D-Dur]
2. Graduale [Es-Dur]
3. Offertorium [d-moll]
4. Communio [F-Dur]

Quintett in B-Dur op. 61
- für Flöte, Oboe Klarinette in B, Horn in F und Fagott

1. Adagio molto – Allegro ma non troppo [B-Dur]
2. Largo expressivo [F-Dur]
3. Allegro molto [g-Moll]
4. Allegro moderato [B-Dur]

Fünf Lieder op. 62
- für eine mittlere Singstimme und Klavier

1. In die Ferne gesagt [As-Dur] (Heinrich Mersmann)
2. Später Abend [G-Dur] (Rudolf G. Binding)
3. Ich und du [D-Dur] (Friedrich Hebel)
4. Worte der Liebe [C-Dur] (P. F. Prior)
5. Leid und Lust [F-Dur] (J. v. Eichendorff)

Präludium und Chaconne g-Moll op. 63
- für Violine allein

Vier Lieder op. 64
- für eine mittlere Singstimme (Alt oder Bariton) und Klavier

1. An die Liebe [e-Moll] (Johann Georg Jacobi)
2. Die Liebe ist ewig [e-Moll] (Angelius Silenius)
3. Abschied [C-Dur] (Paul Fleming)
4. Trost [C-Cur] (Theodor Storm)

Drei geistliche Abendlieder op. 65
- für Soli, gemischter Chor und Orgel

1. Geistliches Abendlied [F-Dur]
2. Bitte [F-Dur]
3. Das Licht der Welt [Es-Dur]

Zur Trauung op. 66
- drei gemischte Chöre
- für gemischten Chor

1. Trauungslied [G-Dur] (M. B. Jobst)
2. Gott ist die Liebe [F-Dur]
3. Die rechte Ehe [C-Dur] (Emanuel Geibel)

Maria – Ave Maria op. 67
- für Sopran, Alt und Orgel

1. Maria [F-Dur] (Maria Wenig)
2. Ave Maria [Es-Dur] (Johann Stader)

Zur Trauung op. 68
1. Oh kröne du allmächtiger Gott [F-Dur]
2. Zur Trauung – Herr schenk uns deine Gnade [F-Dur] (Hedw. Hettenbach)
3. Der Blütenzweig (Hermann Hesse)

## Fotos

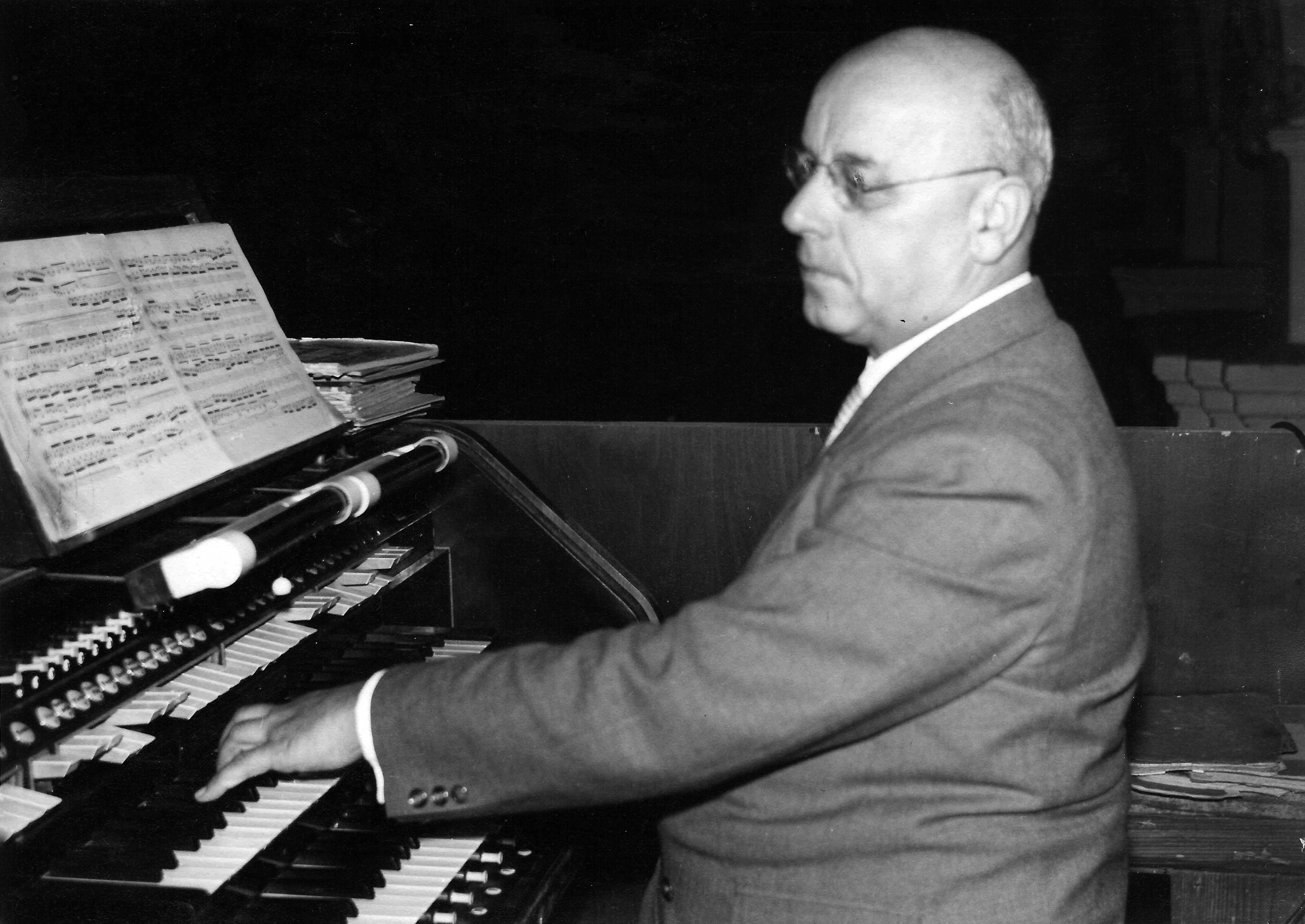
Ernst Fuchs-Schönbach
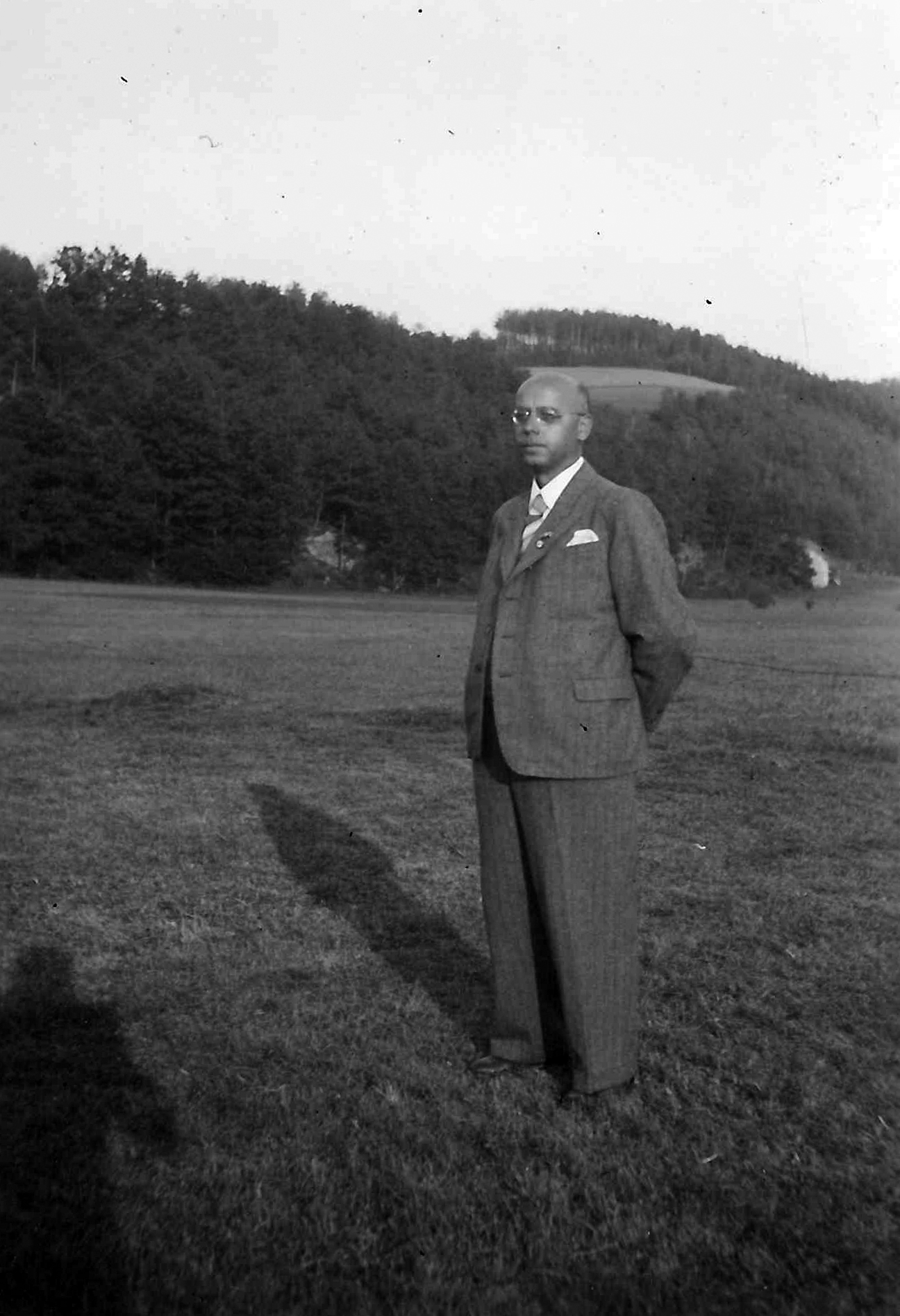
Ernst Fuchs-Schönbach
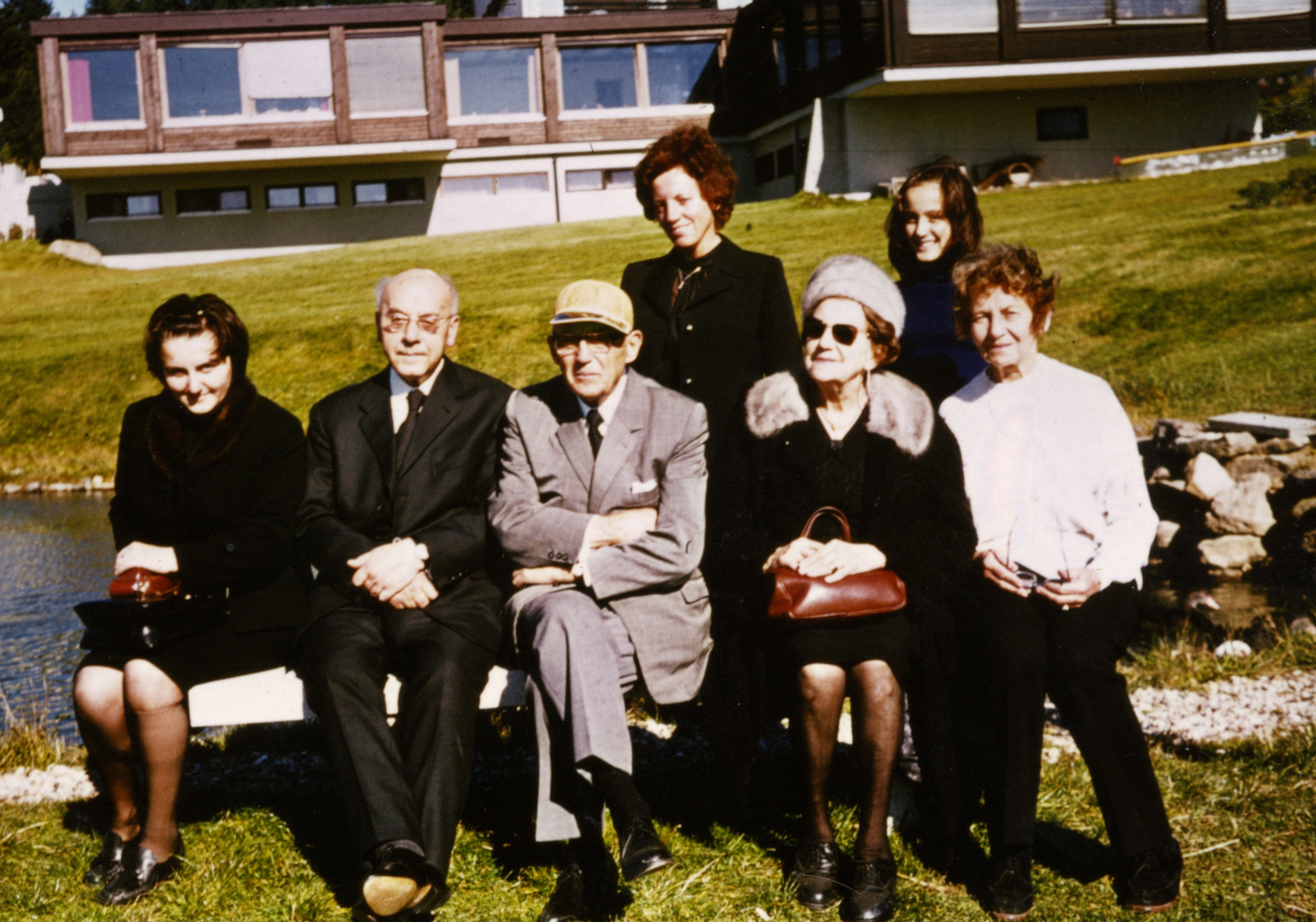
Ernst Fuchs-Schönbach
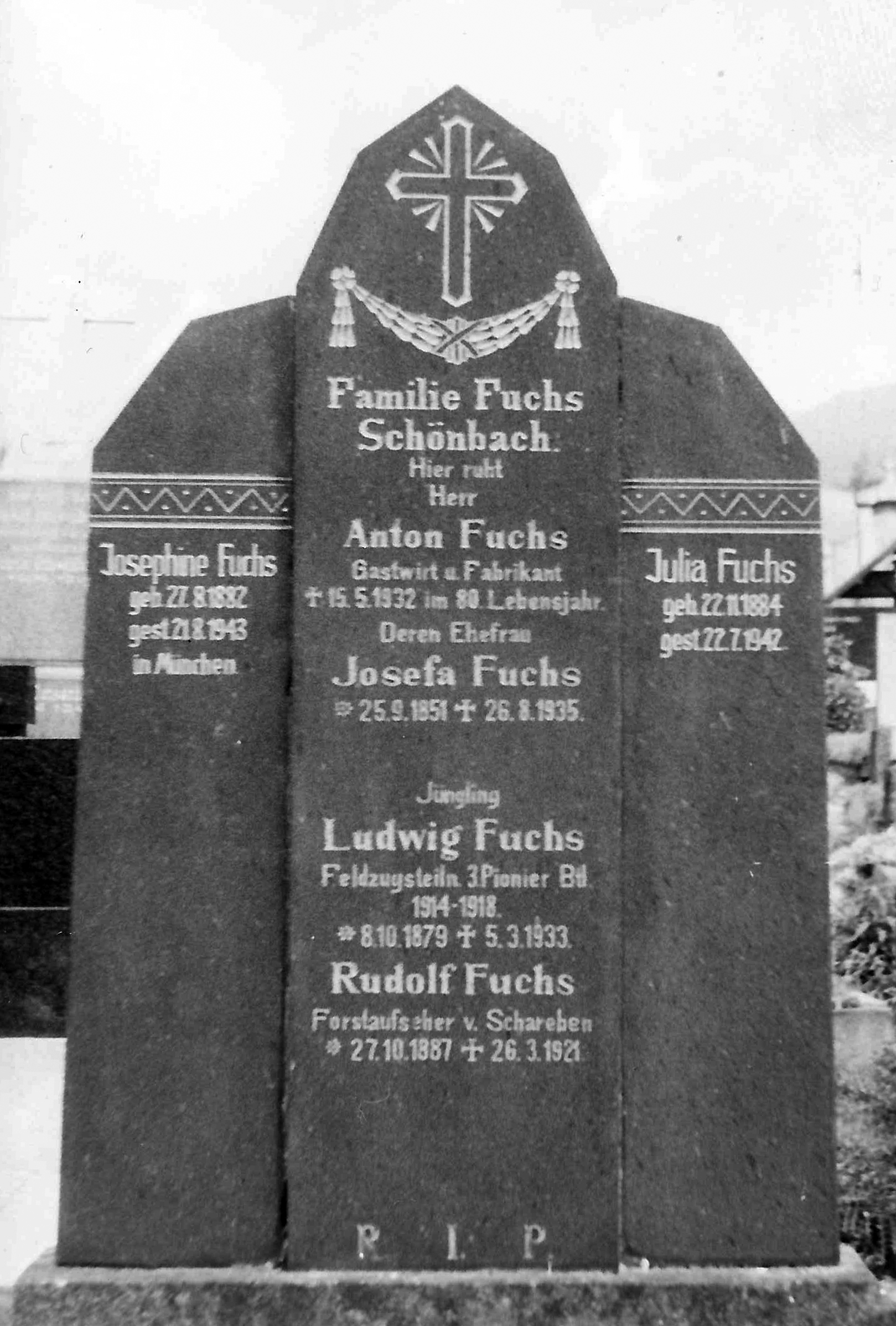
Familiengrab Fuchs auf dem Drachselsrieder Friedhof
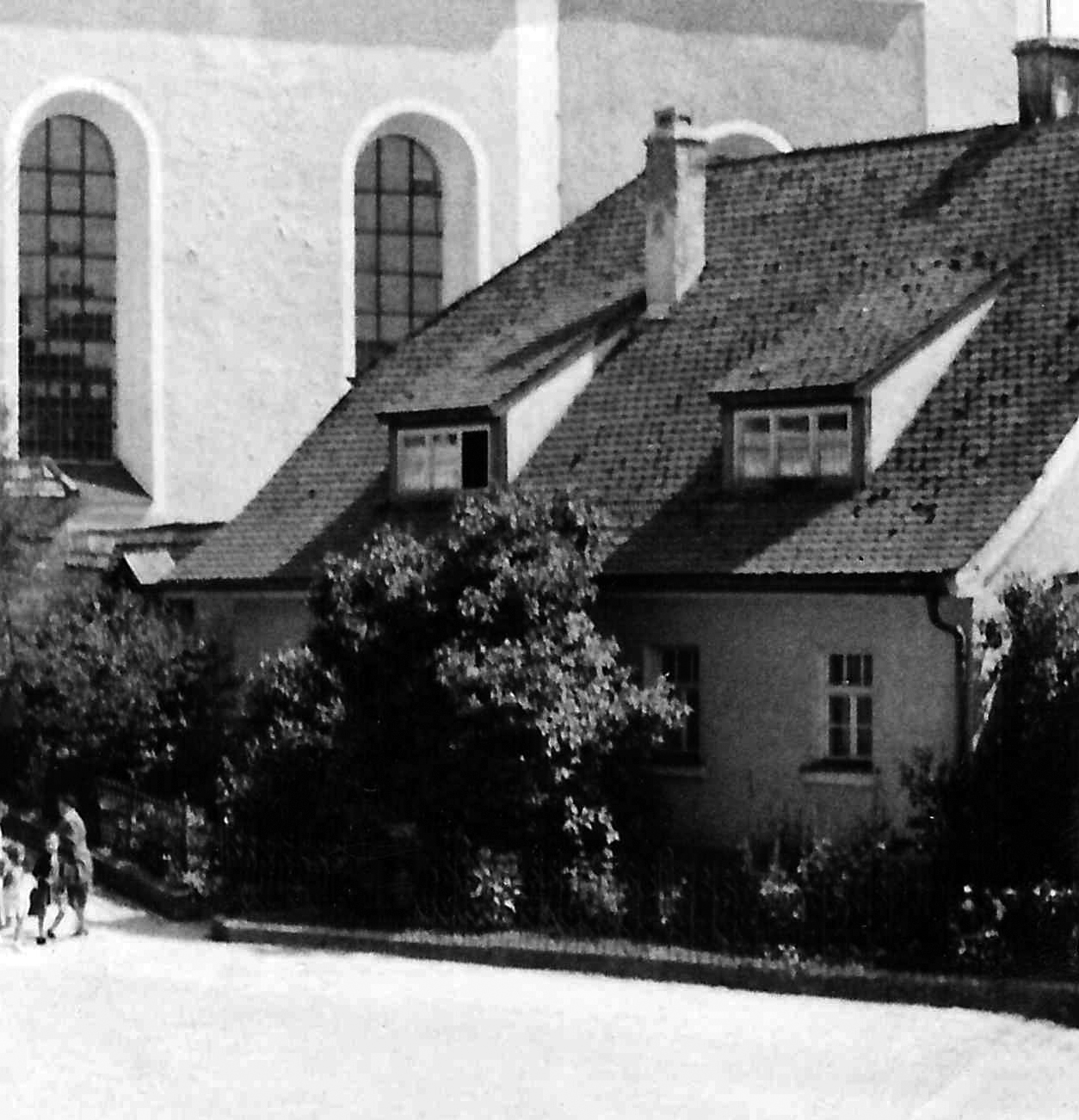
Chorregentenhaus in Viechtach in der Nachkriegszeit
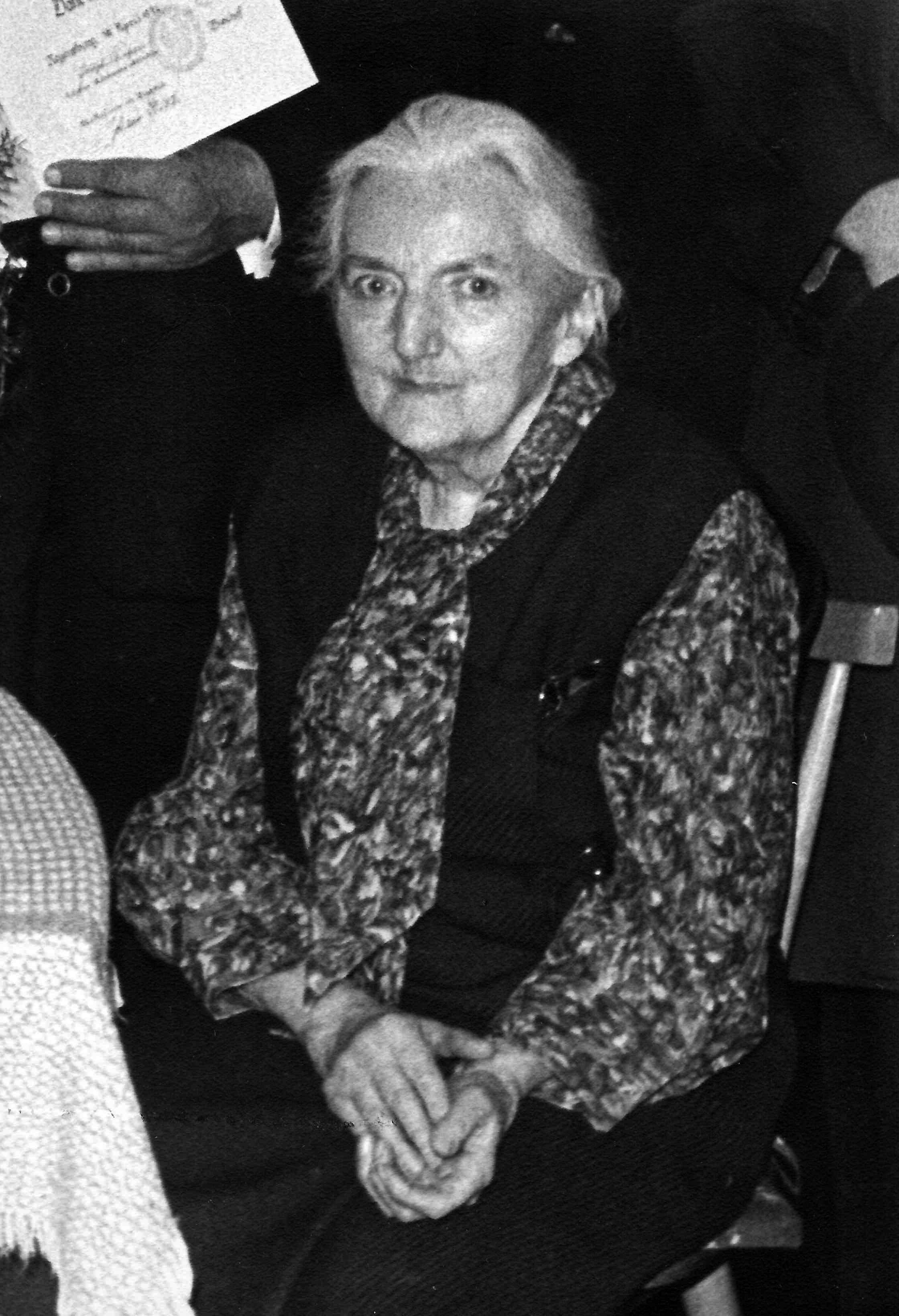
Ehefrau Kathe Fuchs, geb. Oppermann (* 27. Januar 1893)
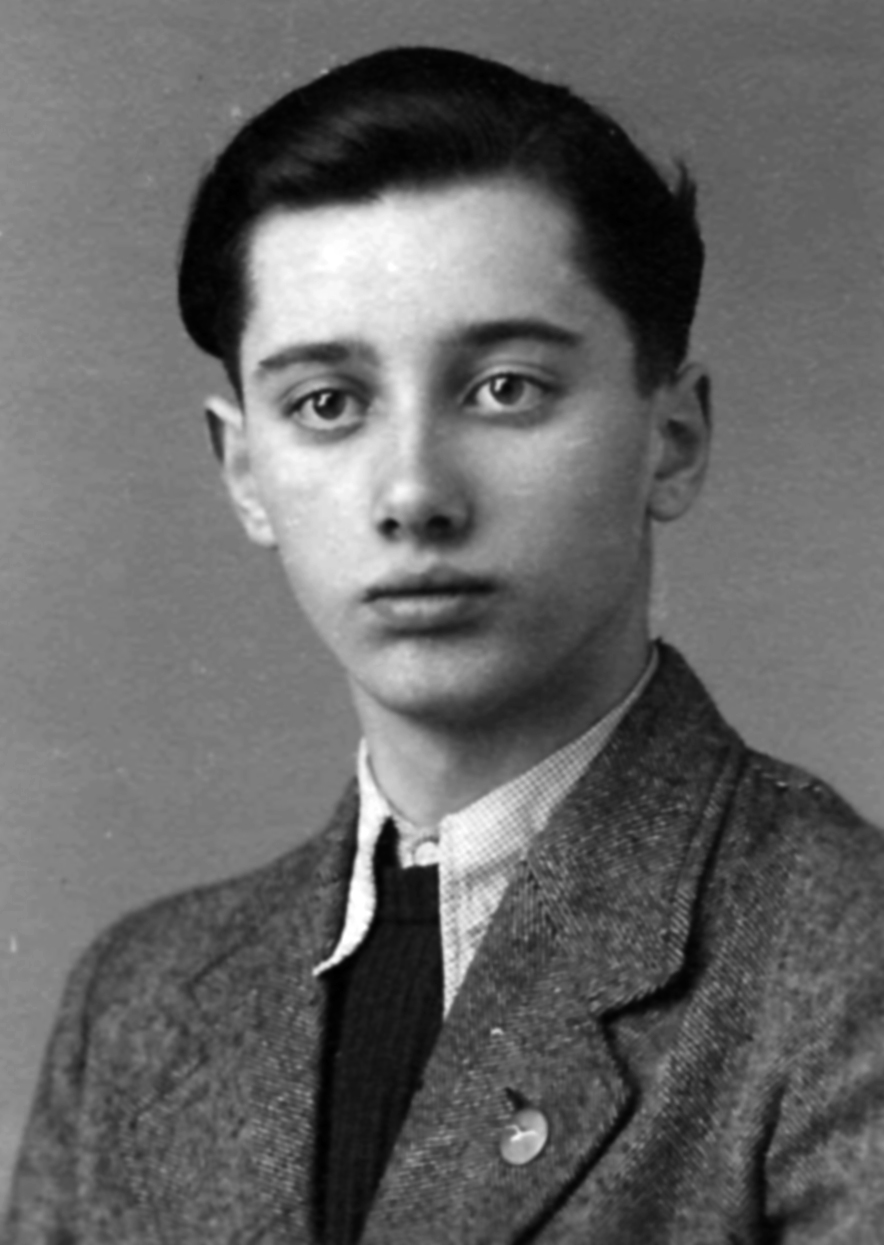
Ernst Fuchs junior (* 18. März 1928; † 11. November 1946)
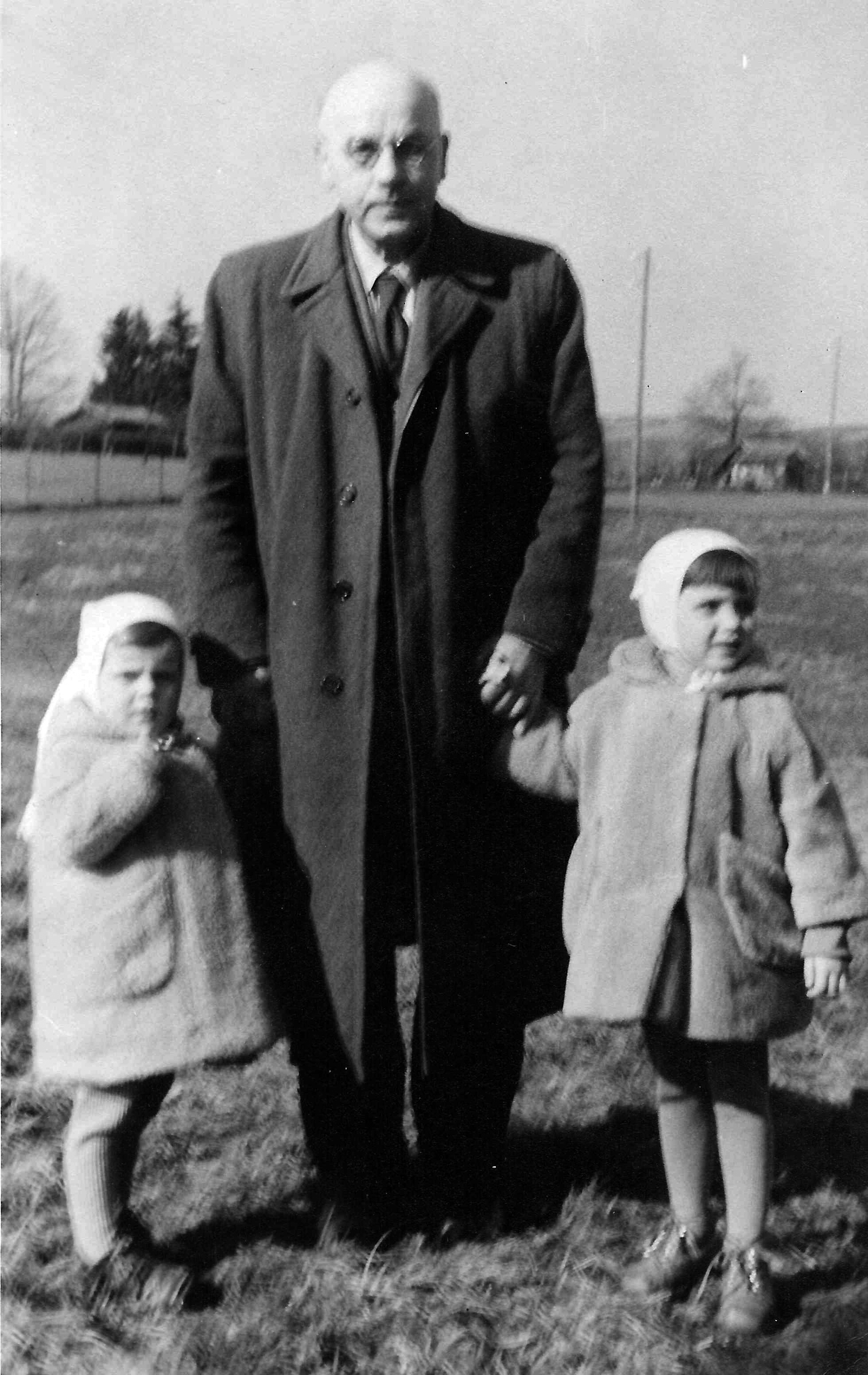
Monika Hilsenbeck, Ernst Fuchs-Schoenbach, Marie-Luise Lummer
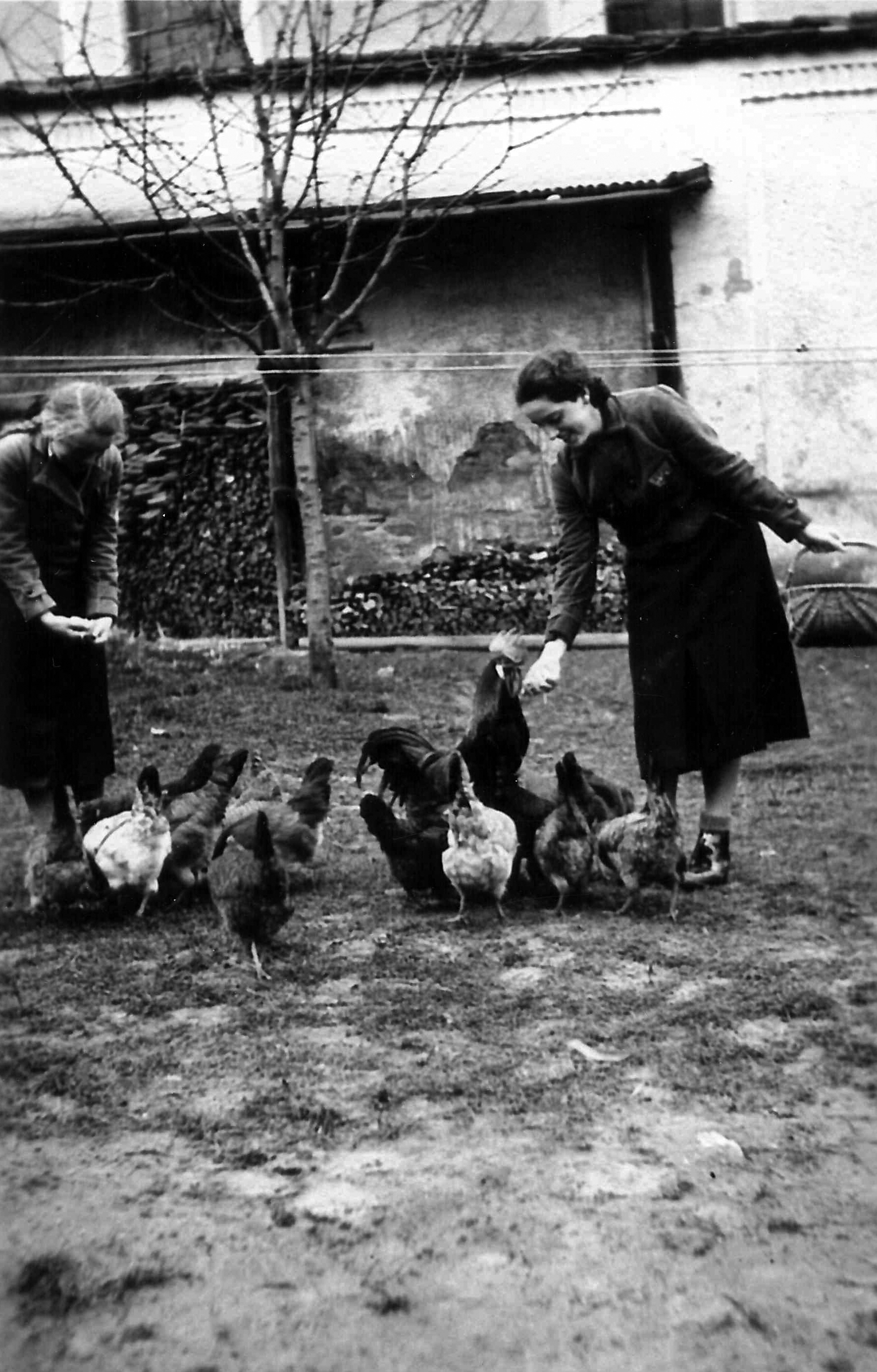
Roswitha Niedermayer geb. Fuchs (* 26. Februar 1921)